# Викидайло

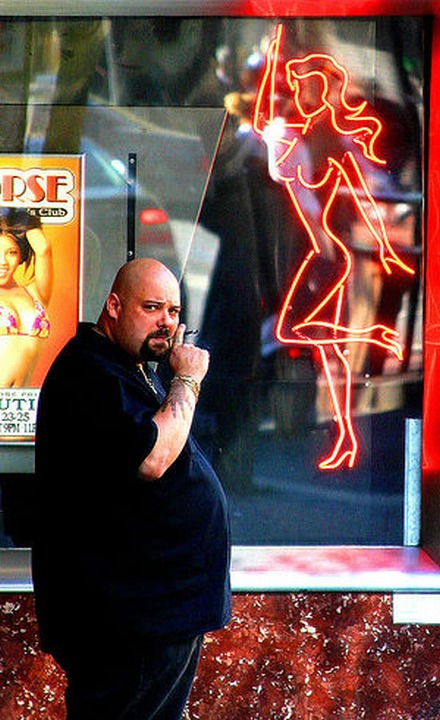

Викидайло — неформальне прізвисько типу службовців нічних клубів, кнайп, барів, ресторанів абощо, які стежать за порядком і виганяють тих, хто сильно п'яний або бешкетує. Викидайло має обов'язки: забезпечувати безпеку, перевіряти вік відвідувачів (у випадку, якщо в закладі існують якісь вікові обмеження), не пускати до закладу осіб, що перебувають у стані алкогольного сп'яніння, мають агресивну поведінку чи не дотримуються якихось інших правил закладу. Також, викидайло може виконувати одночасно кілька функцій: охоронця, швейцара, портьє і, власне, викидайла. Кандидат на місце викидайла мусить бути достатньо високим, дужим та психічно врівноваженим.

## Цікаві факти
- Папа Римський Франциск зізнався, що колись працював викидайлом в одному з нічних клубів Аргентини.[1]